# رمه الهیب
رمه الهیب (به لاتین: Rumat al-Heib) یک منطقهٔ مسکونی در اسرائیل است که در شمال این کشور واقع شده‌است.